# Nezumia spinosa
Nezumia spinosa es una especie de pez de la familia Macrouridae en el orden de los Gadiformes.

## Morfología
• Los machos pueden llegar alcanzar los 28 cm de longitud total.

## Hábitat
Es un pez de aguas profundas que vive entre 560-900 m de profundidad.

## Distribución geográfica
Se encuentran en Sudáfrica (KwaZulu-Natal), el Mar de la China Meridional y el sur del Japón.